# Liste de musées d'histoire naturelle
Cette liste de musées d'histoire naturelle mentionne d'abord les musées d'histoire naturelle de rang national, comme le Musée national d'histoire naturelle des États-Unis ou le Muséum des sciences naturelles de Belgique. Viennent ensuite, sur une deuxième liste non exhaustive, tous les autres musées d'histoire naturelle, comme le Musée américain d'histoire naturelle (aussi aux États-Unis, mais pas le musée national) ou le Musée d'histoire naturelle de Tournai (aussi en Belgique, mais pas le musée national).
Certains des musées de ces deux listes portent le nom de « muséum ». Cette appellation est propre à certains pays francophones et fut utilisée pour la première fois en 1793 par le premier d'entre eux, le Muséum national d'histoire naturelle, situé à Paris, en France. Depuis, en langue française, le terme « muséum » est devenu synonyme de « musée d'histoire naturelle ».

## Musées nationaux d'histoire naturelle

### Afrique
| Nom                                          | Pays, ville              | Année de fondation |
| -------------------------------------------- | ------------------------ | ------------------ |
| Musée du Transvaal                           | Afrique du Sud, Pretoria | 1892               |
| Musée national d'histoire naturelle d'Angola | Angola, Luanda           | 1938               |
| Musée des arts et des sciences d'Éthiopie    | Éthiopie, Addis-Abeba    | 2022               |
| Musée national de Nairobi                    | Kenya, Nairobi           | 1930               |
| Musée d'histoire naturelle de l'île Maurice  | Maurice, Port-Louis      | 1842               |
| Musée d'histoire naturelle du Mozambique     | Mozambique, Maputo       | 1975 (1913)        |

### Asie
| Nom                                                  | Pays, ville           | Année de fondation                     |
| ---------------------------------------------------- | --------------------- | -------------------------------------- |
| Musée d'histoire naturelle de Pékin                  | Chine, Pékin          | 1951                                   |
| Musée national d'histoire naturelle de l'Inde        | Inde, New Delhi       | 1972 (détruit par un incendie en 2016) |
| Musée d'histoire naturelle de Mongolie               | Mongolie, Oulan-Bator | 1924                                   |
| Musée d'histoire naturelle d'Oman                    | Oman, Mascate         | 1985                                   |
| Musée national de la nature et des sciences de Tokyo | Japon, Tokyo          | 1871                                   |

### Amériques
| Nom                                                       | Pays, ville                  | Année de fondation      |
| --------------------------------------------------------- | ---------------------------- | ----------------------- |
| Musée argentin des sciences naturelles                    | Argentine, Buenos Aires      | 1826                    |
| Musée national d'histoire naturelle de la Bolivie         | Bolivie, La Paz              | 1980                    |
| Musée national de l'université fédérale de Rio de Janeiro | Brésil, Rio de Janeiro       | 1818 (incendié en 2018) |
| Musée canadien de la nature                               | Canada, Ottawa               | 1856                    |
| Musée national d'histoire naturelle du Chili              | Chili, Santiago              | 1830                    |
| Musée national de Colombie                                | Colombie, Bogota             | 1823                    |
| Musée national du Costa Rica                              | Costa Rica, San José         | 1887                    |
| Musée national d'histoire naturelle des États-Unis        | États-Unis, Washington, D.C. | 1910                    |
| Musée d'histoire naturelle du Mexique                     | Mexique, Mexico              | 1909                    |
| Musée national du Nicaragua                               | Nicaragua, Managua           | 1897                    |
| Biomuseo                                                  | Panama, Panama               | 2014                    |
| Musée national d'histoire naturelle de l'Uruguay          | Uruguay, Montevideo          | 1837                    |
| Musée des Sciences                                        | Venezuela, Caracas           | 1875                    |

### Europe
| Nom                                                        | Pays, ville                | Année de fondation |
| ---------------------------------------------------------- | -------------------------- | ------------------ |
| Musée d'histoire naturelle de Berlin                       | Allemagne, Berlin          | 1889               |
| Musée d'histoire naturelle de Vienne                       | Autriche, Vienne           | 1891               |
| Muséum des sciences naturelles                             | Belgique, Bruxelles        | 1846               |
| Musée national d'histoire naturelle de Bulgarie            | Bulgarie, Sofia            | 1889               |
| Musée d'histoire naturelle du Danemark                     | Danemark, Copenhague       | 2004               |
| Musée national des sciences naturelles d'Espagne           | Espagne, Madrid            | 1815               |
| Musée estonien d'Histoire naturelle                        | Estonie, Tallinn           | 1842               |
| Musée d'histoire naturelle de Finlande                     | Finlande, Helsinki         | 1829               |
| Muséum national d'histoire naturelle                       | France, Paris              | 1793 (1626)        |
| Musée Goulandris d'histoire naturelle                      | Grèce, Athènes             | 1965               |
| Musée hongrois d'histoire naturelle                        | Hongrie, Budapest          | 1802               |
| Musée d'histoire naturelle d'Irlande                       | Irlande, Dublin            | 1856               |
| Musée d'histoire naturelle d'Islande                       | Islande, Reykjavik         | 2007               |
| Musée civique de Zoologie                                  | Italie, Rome               | 1792               |
| Musée national d'histoire naturelle du Luxembourg          | Luxembourg, Luxembourg     | 1854               |
| Musée national des sciences naturelles de Malte            | Malte, L-Imdina            | 1973               |
| Musée national d'ethnographie et d'histoire naturelle      | Moldavie, Chișinău         | 1889               |
| Centre de biodiversité Naturalis                           | Pays-Bas, Leyde            | 1998               |
| Musée national d'histoire naturelle                        | Pays-Bas, Leyde            | 1820-1998          |
| Musée de l'évolution de l'Académie des sciences de Pologne | Pologne, Varsovie          | 1968               |
| Musée national d'histoire naturelle et de la science       | Portugal, Lisbonne         | 2011 (1861)        |
| Musée national d'histoire naturelle « Grigore Antipa »     | Roumanie, Bucarest         | 1834               |
| Musée d'histoire naturelle de Londres                      | Royaume-Uni, Londres       | 1881               |
| Musée Darwin                                               | Russie, Moscou             | 1907               |
| Musée d'Histoire naturelle de Belgrade                     | Serbie, Belgrade           | 1895               |
| Musée suédois d'histoire naturelle                         | Suède, Stockholm           | 1819               |
| Muséum d'histoire naturelle de Genève                      | Suisse, Genève             | 1794               |
| Musée national de Prague (partie Přírodovědecké muzeum)    | République tchèque, Prague | 1818               |
| Musée d'histoire naturelle de Kyïv                         | Ukraine, Kyïv              | 1870               |

### Océanie
| Nom               | Pays, ville       | Année de fondation |
| ----------------- | ----------------- | ------------------ |
| Australian Museum | Australie, Sydney | 1857               |

## Autres musées d'histoire naturelle
| Nom                                                                  | Pays, ville                      | Année de fondation       |
| -------------------------------------------------------------------- | -------------------------------- | ------------------------ |
| Musée d'histoire naturelle de Brunswick                              | Allemagne, Brunswick             | 1754                     |
| Musée d'histoire naturelle de Bamberg                                | Allemagne, Bamberg               | 1791                     |
| Musée Godeffroy                                                      | Allemagne, Hambourg              | 1861 (fermé en 1878)     |
| Musée Hauff                                                          | Allemagne, Holzmaden             | 1936                     |
| Musée national d'histoire naturelle de Karlsruhe                     | Allemagne, Karlsruhe             | 1785                     |
| Musée d'histoire naturelle de Leipzig                                | Allemagne, Leipzig               | 1906                     |
| Musée d'histoire naturelle de Mayence                                | Allemagne, Mayence               | 1910                     |
| Musée d'histoire naturelle de Nuremberg                              | Allemagne, Nuremberg             | 1884                     |
| Muséum Senckenberg                                                   | Allemagne, Francfort-sur-le-Main | 1914                     |
| Musée national d'histoire naturelle de Stuttgart                     | Allemagne, Stuttgart             | 1914                     |
| Musée westphalien d'Histoire naturelle                               | Allemagne, Münster               | 1892                     |
| Maison de la nature - Musée de la nature et des techniques           | Autriche, Salzbourg              | 1924                     |
| Muséum régional des Sciences naturelles                              | Belgique, Mons                   | 1839                     |
| Musée d'histoire naturelle de Tournai                                | Belgique, Tournai                | 1839                     |
| Musée royal de l’Afrique centrale                                    | Belgique, Tervuren               | 1897                     |
| Aquarium-Muséum Universitaire de Liège                               | Belgique, Liège                  | 1962                     |
| Musée d'archéologie et d'ethnologie de São Paulo                     | Brésil, São Paulo                | 1989                     |
| Musée des Géosciences                                                | Brésil, São Paulo                | 1934                     |
| Musée de Zoologie                                                    | Brésil, São Paulo                | 1969                     |
| Musée des roches et des Minéraux Heinz Ebert                         | Brésil, São Paulo                | 1976                     |
| Musée géologique Valdemar Lefèvre                                    | Brésil, São Paulo                | 1967                     |
| Musée du Pará Emílio-Goeldi                                          | Brésil, Belém                    | 1866                     |
| Musée d'histoire naturelle de Shanghaï                               | Chine, Pékin                     | 1956                     |
| Musée La Salle des sciences naturelles                               | Costa Rica, San José             | 1960                     |
| Musée des sciences naturelles d'Alava                                | Espagne, Vitoria-Gasteiz         | 1986                     |
| Musée des Sciences naturelles de Barcelone                           | Espagne, Barcelone               | 1882                     |
| Musée Peabody d'histoire naturelle                                   | États-Unis, New Haven            | 1866                     |
| Musée américain d'histoire naturelle                                 | États-Unis, New York             | 1877                     |
| Institut des arts et des sciences de Staten Island                   | États-Unis, New York             | 1881                     |
| Musée Carnegie d'histoire naturelle                                  | États-Unis, Pittsburgh           | 1896                     |
| Musée d'histoire naturelle de Cleveland                              | États-Unis, Cleveland            | 1920                     |
| Musée Field                                                          | États-Unis, Chicago              | 1893                     |
| Musée d'histoire naturelle de Floride                                | États-Unis, Tallahassee          | 1891                     |
| Musée d'histoire naturelle d'Harvard                                 | États-Unis, Cambridge            | 1998                     |
| Musée de Zoologie comparée                                           | États-Unis, Cambridge            | 1859                     |
| Musée d'histoire naturelle de San Diego                              | États-Unis, San Diego            | 1874                     |
| Musée d'histoire naturelle de Santa Barbara                          | États-Unis, Santa Barbara        | 1916                     |
| Académie des sciences de Californie                                  | États-Unis,San Francisco         | 1874                     |
| Musée d'histoire naturelle de l'Utah                                 | États-Unis, Salt Lake City       | 1963                     |
| Musée Burke d'histoire naturelle et de culture                       | États-Unis, Seattle              | 1899                     |
| Musée d'histoire naturelle Slater                                    | États-Unis, Tacoma               | 1930                     |
| Musée d'histoire naturelle Fernbank                                  | États-Unis, Atlanta              | 1992                     |
| Musée d'histoire naturelle du comté de Los Angeles                   | États-Unis, Los Angeles          | 1913                     |
| Musée Bishop                                                         | États-Unis, Honolulu             | 1889                     |
| Muséum d'histoire naturelle d'Aix-en-Provence                        | France, Aix-en-Provence          | 1838                     |
| Muséum des sciences naturelles d'Angers                              | France, Angers                   | 1801                     |
| Muséum des Volcans                                                   | France, Aurillac                 | 1972                     |
| Muséum d'histoire naturelle d'Autun                                  | France, Autun                    | 1964                     |
| Muséum d'histoire naturelle d'Auxerre                                | France, Auxerre                  | 1979                     |
| Muséum Requien                                                       | France, Avignon                  | 1840                     |
| Muséum de Besançon                                                   | France, Besançon                 | 1943                     |
| Muséum d'histoire naturelle de Blois                                 | France, Blois                    | 1903                     |
| Muséum d'histoire naturelle de Bordeaux                              | France, Bordeaux                 | 1811                     |
| Muséum d'histoire naturelle de Bourges                               | France, Bourges                  | 1927                     |
| Muséum d'histoire naturelle de Caen                                  | France, Caen                     | 1823 (détruit en 1944)   |
| Musée d'Initiation à la nature                                       | France, Caen                     | 1974                     |
| Muséum des sciences naturelles et de préhistoire de Chartres         | France, Chartres                 | 1967 (fermé depuis 2015) |
| Muséum d'histoire naturelle de Chambéry                              | France, Chambéry                 | 1846                     |
| Musée d'histoire naturelle et d'ethnographie de Colmar               | France, Colmar                   | 1860                     |
| Muséum Emmanuel-Liais                                                | France, Cherbourg-en-Cotentin    | 1832                     |
| Muséum Henri-Lecoq                                                   | France, Clermont-Ferrand         | 1873                     |
| Muséum d'histoire naturelle de Dijon                                 | France, Dijon                    | 1836                     |
| Muséum d'histoire naturelle de Gray                                  | France, Gray                     | 1839                     |
| Muséum d'histoire naturelle de Grenoble                              | France, Grenoble                 | 1773                     |
| Muséum d'histoire naturelle du Havre                                 | France, Le Havre                 | 1881                     |
| Muséum d'histoire naturelle de La Rochelle                           | France, La Rochelle              | 1832                     |
| Muséum d'histoire naturelle de La Réunion                            | France, Saint-Denis              | 1854                     |
| Musée vert                                                           | France, Le Mans                  | 1995                     |
| Musée d'Histoire naturelle de Lille                                  | France, Lille                    | 1822                     |
| Musée des Confluences                                                | France, Lyon                     | 2014 (1772)              |
| Muséum d'histoire naturelle de Marseille                             | France, Marseille                | 1819                     |
| Muséum d'histoire naturelle Victor Brun                              | France, Montauban                | 1819                     |
| Musée d'archéologie et d'histoire naturelle de Montbéliard           | France, Montbéliard              | 1937                     |
| Muséum de Nantes                                                     | France, Nantes                   | 1810 (1799)              |
| Muséum-aquarium de Nancy                                             | France, Nancy                    | 1933                     |
| Muséum d'histoire naturelle de Nice                                  | France, Nice                     | 1846                     |
| Muséum d'histoire naturelle de Nîmes                                 | France, Nîmes                    | 1895                     |
| Muséum d'Orléans pour la biodiversité et l'environnement             | France, Orléans                  | 1823                     |
| Muséum d'histoire naturelle de Perpignan                             | France, Perpignan                | 1900                     |
| Muséum d'histoire naturelle de Rennes                                | France, Rennes                   | 1840                     |
| Muséum de Rouen                                                      | France, Rouen                    | 1828                     |
| Musée d'Elbeuf                                                       | France, Elbeuf                   | 1884                     |
| Musée zoologique de Strasbourg                                       | France, Strasbourg               | 1804                     |
| Muséum d'histoire naturelle de Toulouse                              | France, Toulouse                 | 1796                     |
| Muséum d'histoire naturelle de Tours                                 | France, Tours                    | 1828 (1780)              |
| Musée des fossiles de Tourtour                                       | France, Tourtour                 | 1978                     |
| Muséum départemental du Var                                          | France, Toulon                   | 1888                     |
| Muséum d'histoire naturelle de Troyes                                | France, Troyes                   | 1833                     |
| Musée d'histoire naturelle de Crète                                  | Grèce, Héraklion                 | 1981                     |
| Muséum et galerie d'art du gouvernement de Chandigarh                | Inde, Chandigarh                 | 1968                     |
| Musée d'histoire naturelle de l'université de Florence               | Italie, Florence                 | 1775                     |
| Musée municipal d'histoire naturelle                                 | Italie, Milan                    | 1838                     |
| Musée zoologique de Naples                                           | Italie, Naples                   | 1813                     |
| Musée municipal d'histoire naturelle                                 | Italie, Gênes                    | 1867                     |
| Musée d'histoire naturelle de Pavie                                  | Italie, Pavie                    | 1771                     |
| Musée régional de sciences naturelles                                | Italie, Turin                    | 1978                     |
| Musée océanographique de Monaco                                      | Monaco, Monaco                   | 1889                     |
| Musée d'histoire naturelle de Bergen                                 | Norvège, Bergen                  | 1825                     |
| Muséum d'histoire naturelle et d'archéologie de Trondheim            | Norvège, Trondheim               | 1926                     |
| Musée régional de Drenthe                                            | Pays-Bas, Assen                  | 1854                     |
| Musée de l'horlogerie et du pays du Peel de Asten                    | Pays-Bas                         | 1969                     |
| Musée du Biesbosch                                                   | Pays-Bas, Werkendam              | 1994                     |
| Natuurmuseum Bruinenberg                                             | Pays-Bas, Feanwâlden             | 1951                     |
| Musée de la nature d'Enschede                                        | Pays-Bas, Enschede               | (fermé depuis 2007)      |
| Musée de la nature de Groningue                                      | Pays-Bas, Groningue              | 1932 (fermé depuis 2007) |
| Diorama de la nature de Holterberg                                   | Pays-Bas                         | 1938                     |
| Ecomare                                                              | Pays-Bas, Texel                  | 1929                     |
| Musée de la nature de Fryslân                                        | Pays-Bas, Leuvarde               | 1923                     |
| Musée de la nature de Nimègue                                        | Pays-Bas, Nimègue                | 1978                     |
| Musée de la nature du Brabant                                        | Pays-Bas, Tilbourg               | 1935                     |
| Musée d'histoire naturelle de Rotterdam                              | Pays-Bas, Rotterdam              | 1927                     |
| Musée régional de la nature de Frise occidentale                     | Pays-Bas, Sint Pancras           | (fermé depuis 2016)      |
| Musée zoologique d'Amsterdam                                         | Pays-Bas, Amsterdam              | 1838 (fermé depuis 2011) |
| Musée de la science de l'université de Coimbra                       | Portugal, Coimbra                | 2006 (1772)              |
| Musée d'histoire naturelle du Funchal                                | Portugal, Funchal                | 1933                     |
| Musée géologique du Laboratoire national d'énergie et géologie       | Portugal, Lisbonne               | 1857                     |
| Museu Maynense da Academia das Ciências de Lisboa                    | Portugal, Lisbonne               | 1779                     |
| Muséum de Lourinhã                                                   | Portugal, Lourinhã               | 1984                     |
| Musée Aquarium Vasco da Gama                                         | Portugal, Oeiras                 | 1898                     |
| Musée Carlos Machado                                                 | Portugal, Ponta Delgada          | 1876                     |
| Musée d'histoire naturelle et de la science de l'université de Porto | Portugal, Porto                  | 2015 (1996)              |
| Musée d'histoire naturelle de Sintra                                 | Portugal, Sintra                 | 2009                     |
| Musée d'histoire naturelle de l'université d'Oxford                  | Royaume-Uni, Oxford              | 1850                     |
| Great North Museum: Hancock                                          | Royaume-Uni, Newcastle upon Tyne | 1884                     |
| Natural History Museum at Tring                                      | Royaume-Uni, Tring               | 1892                     |
| Musée de l'Ulster                                                    | Irlande du Nord, Belfast         | 1821                     |
| Musée d'histoire naturelle de Bâle                                   | Suisse, Bâle                     | 1821                     |
| Musée d'histoire naturelle de Berne                                  | Suisse, Berne                    | 1832                     |
| Musée de la nature des Grisons                                       | Suisse, Coire                    | 1872                     |
| Musée cantonal de géologie de Lausanne                               | Suisse, Lausanne                 | 1818                     |
| Musée cantonal de zoologie de Lausanne                               | Suisse, Lausanne                 | 1833                     |
| Musée cantonal d'histoire naturelle de Lugano                        | Suisse, Lugano                   | 1883                     |
| Musée d'histoire naturelle de Fribourg                               | Suisse, Fribourg                 | 1823                     |
| Musée d'histoire naturelle de La Chaux-de-Fonds                      | Suisse, La Chaux-de-Fonds        | 1845                     |
| Muséum d'histoire naturelle de Neuchâtel                             | Suisse, Neuchâtel                | 1853                     |
| Musée jurassien des sciences naturelles                              | Suisse, Porrentruy               | 1989                     |
| Musée de la nature du Valais                                         | Suisse, Sion                     | 1829                     |
| Musée de Moravie                                                     | Tchéquie, Brno                   | 1817                     |
| Musée d'histoire naturelle de La Salle                               | Venezuela, Caracas               | 1904                     |